# نموذج المعتقد الصحي
نموذج المعتقد الصحي	 هو عبارة عن نموذج لتغير السلوك الصحي (بالإنجليزية: Behavior change)‏ والنفسي (بالإنجليزية: psychological)‏ تم وضعه من قبل إروين م. روزنستوك في عام 1966 لدراسة وتشجيع الإقبال على الخدمات الصحية. وقد تم تعزيز وتطوير هذا النموذج من قبل بيكر وزملاؤه في السبيعنات والثمانينات. وقد اجريت تعديلات على هذا النموذج فيما بعد في اواخر عام 1988 وذلك لاستيعاب النتائج والأدلة التي تم التوصل إليها في مجال الصحة حول الدور الذي يلعبه كل من المعرفة والتصورات في المسؤولية الشخصية. في بداية الأمر تم تصميم هذا النموذج للتنبؤ بالاستيجابات السلوكية للعلاج الذي يتلقاه الأشخاص الذين يعانون من امراض حاده ومزمنة، ولكن في السنوات الأخيرة تم استخدام هذا النموذج للنتبؤ بالسلوكيات الصحية العامة.

## التركيب البنائي للنموذج
النموذج للمعتقد الصحي الذي تم تطويره من قبل الباحثيين في خدمة الصحة العامة في الولايات المتحدة (بالإنجليزية: U. S. Public Health Service)‏ في الخمسينات تم استلهامه من دراسة بحثت الأسباب وراء سعي بعض الناس للقيام لفحص السل عن طريق الأشعة السينية، ولقد احتوى النموذج على هذه العناصر البنائية:
- إدراك القابلية (تقييم الفرد لإمكانية الإصابة بالمرض أو العدوى)
- إدراك الخطورة (تقييم الفرد لخطورة الوضع وأثاره المحتملة)
- إدراك الحواجز (تقييم الفرد للتأثيرات التي تسهل أو تثبت تبني السلوك المعزز)
- إدراك الفوائد (تقييم الفرد للنتائج الإيجابية لتبني السلوك)
- نموذج اخر احتوى على عنصر بنائي خامس وهو إدراك التكاليف بإتباع اللوائح المنصوص عليها باعتبارها واحدة من المعتقدات الأساسية.

ولقد تمت إضافة عناصر وسيطة (أو المتغيرات) لهذا النموذج فيما بعد لربط الأنواع المختلفة للإدراك بالسلوك الصحي المتوقع:
- المتغيرات الديموغرافية أو سكانيه (مثل العمر والجنس والعرق والمهنة)
- المتغيرات الاجتماعية والنفسية (مثل الحالة الاجتماعية والاقتصادية والشخصية، واستراتيجيات المواجهة)
- إدراك الفعالية (التقييم الذاتي للفرد على القدرة على التبني بنجاح للسلوك المطلوب)
- الإشارات إلى العمل (التأثيرات الخارجية التي تعزز السلوك المطلوب، يمكن أن تشمل على معلومات مقدمة أو طلبت من قبل اشخاص من سلطة علية، أومحادثات مقنعة، أوتجارب شخصية)
- الحوافزالصحية (حتى وإن كان الشخص دفع للتمسك بهدف صحي معين)
- إدراك السيطرة (مقياس لمستوى الكفاءة الذاتية)
- إدراك التهديد (حتى وإن كان الخطر الناتج من عدم اتباع فعل صحي موصى به يعتبر خطر عظيم)

ان التنبؤ الذي يقوم به هذا النموذج هو عبارة عن مدى احتمالية الشخص المعني للقيام بالإجراءات الصحية الموصى بها (مثل الإجراءات الصحية الوقائية والعلاجية).